# Renacido

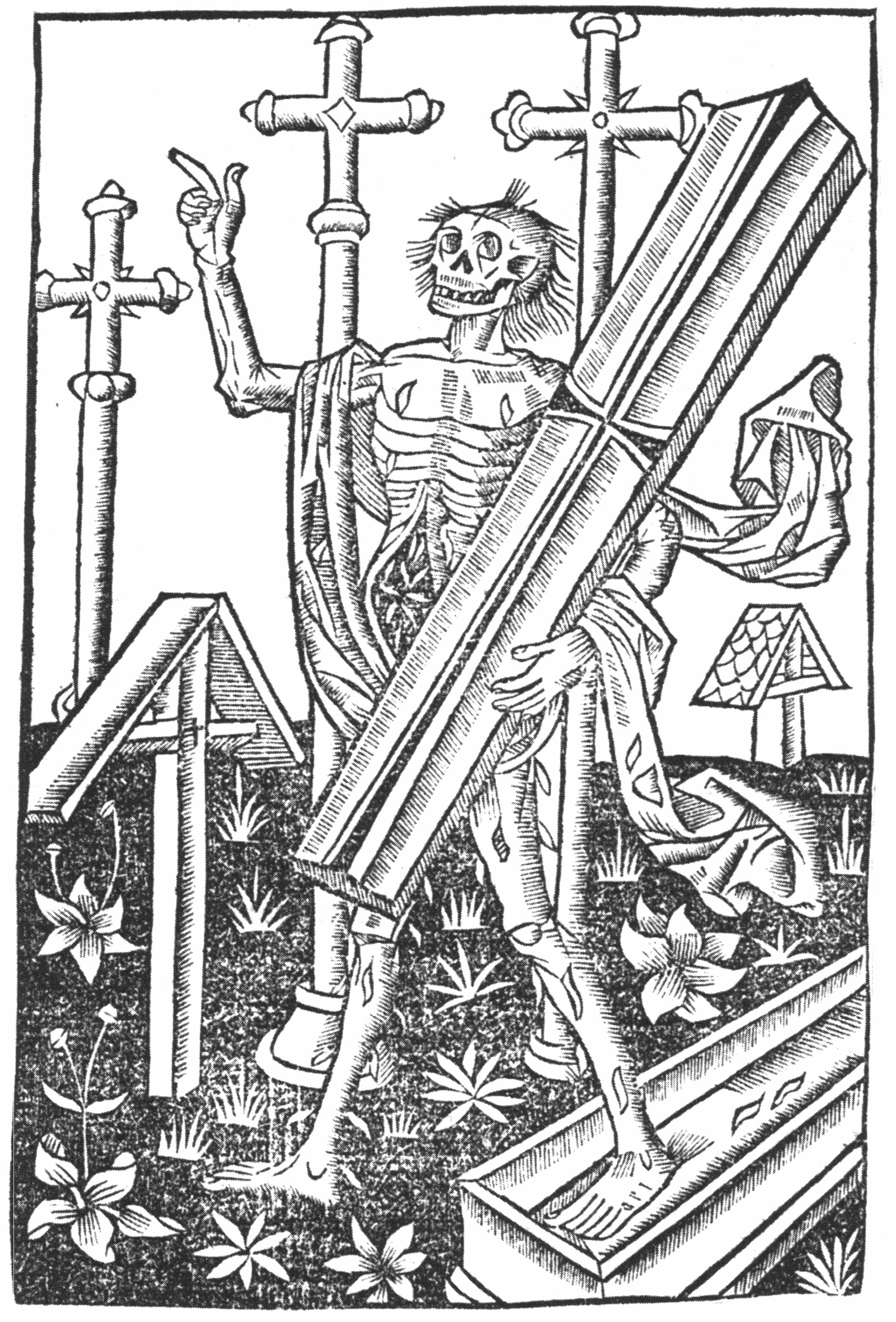
Un renacido (“tipo macabro”) sale de su tumba
(Incunables de 1500, Biblioteca Estatal de Baviera, Múnich)

Diversos fenómenos paranormales en distintas áreas rurales se les ha atribuido el nombre de «Wiedergänger» o « Retornados» aunque son apariciones diferentes.
El núcleo de la mitología de los Wiedergänger es la idea del difunto que regresa al mundo de los vivos, a menudo como una aparición física («no muerto»). Son siniestros y suelen tener malas intenciones hacia los vivos, ya sea porque quieren vengarse de una injusticia sufrida (por ejemplo, la perturbación de su descanso) o porque su alma no fue redimida debido a como vivió.

## Apariencia
El medievalista francés Jean-Claude Schmitt, que analizó las fuentes pictóricas centroeuropeas de los siglos XII a XVI, divide a los muertos vivientes en los tipos Wiedergänger, Lázaro, alma y fantasma, en función de cómo se les represente. Mientras que el tipo fantasma se viste con un sudario translúcido y el tipo Lázaro aparece como un resucitado, el Wiedergänger se asemeja a una persona viva. Mientras que el tipo alma, por otra parte aparece como la imagen del alma de una persona fallecida. Los tipos intermedios son el fantasma invisible y el «tipo macabro» del cadáver viviente, que como Wiedergänger muestra diversos estados de descomposición.

## Mitología y creencias populares

### Creencia popular alemana
Hasta inicios del siglo XX, estaba extendida en distintas partes de Alemania la creencia de que los muertos volvían a la vida de algún modo y ejercían una influencia siniestra desde sus tumbas.
Se creía que dicha influencia era consecuencia de un efecto telepático (magia simpática), para que el ser maligno conocido como nachzehrer —una entidad similar a los vampiros de las leyendas de Europa del este— pudiera absorber la energía vital de los vivos sin tener que salir de sus tumbas. Podían absorber la vitalidad a través de su boca abierta, un ojo abierto o masticando el sudario con el que fueron enterrados.
Otros no muertos de las creencias populares eran los aufhocker o huckop, un tipo de Wiedergänger que, por las noches, salían de sus tumbas y saltaban a la espalda de los viajeros. Eran unos seres que podían adoptar múltiples formas —por ejemplo, en Renania se le veía como un hombre lobo o un lobo negro— y obligaban a sus desafortunadas víctimas a llevarlos hasta el muro del cementerio o su lugar de sepultura.
El aufhocker iba aumentando de peso progresivamente hasta que las víctimas colapsaban agotadas o muertas por el esfuerzo.
En algunas historias, las personas atormentadas por estos monstruos lograban librarse de ellos, o incluso purificarlos, mediante hechizos o rezos.
Uno de los Wiedergänger materiales más conocidos de la mitología del este de Alemania es el «jinete sin cabeza». Conocido popularmente tanto en literatura universal como en el cine gracias al escritor estadounidense Washington Irving y su obra La leyenda del Jinete sin cabeza.

### Mitología nórdica
En las sagas nórdicas, los Wiedergänger aparecen frecuentemente en la forma del Draugr, como se observa en la Hrómundar saga Gripssonar o en la Saga de Laxdœla. El encuentro con un Wiedergänger suele presagiar una muerte inminente. Se destaca la corporalidad de estos entes: poseen una fuerza sobrehumana pero también son vulnerables, ya que pueden ser destruidos cortándoles la cabeza. Una forma particular es el Ihtiriekko sueco (también conocido como Myling o Myrding en alemán), que representa el espíritu corpóreo de un recién nacido no bautizado, asesinado y ocultado por su madre.

### Creencias populares eslavas
En el folclore eslavo, el Wiedergänger  es un no muerto, un difunto que sale de su ataúd y reaparece entre los vivos. Su aparición se asocia casi siempre con el desastre y la muerte, por lo que es la causa del miedo y el terror.
A menudo, el Wiedergänger  aún tiene algo que hacer de su vida o quiere vengarse de su asesino o algo similar. Aunque se llore al difunto, hay algo que le impide hacer la transición final al más allá.
En las tumbas antiguas aún se pueden encontrar a día de hoy cadáveres maniatados, con los tendones seccionados, los miembros aplastados o cortados y colocados transversalmente sobre el pecho, estacados en el corazón o con cruces o terrones de tierra cubiertos de hierba colocados en la boca o en la frente. Todos estos ritos funerarios tenían por objeto impedir el regreso de los muertos. En este sentido, la creencia en los revenants se mezcla con la creencia en los vampiros, pero no se habla de su alimentación. Un cuento de revenants del norte de Inglaterra (The Revenant of Annant Castle), transmitido por Guillermo de Newburgh a partir del siglo XIII, describe un caso que recuerda en todos sus detalles a las historias de vampiros del sudeste de Europa de épocas más recientes y, según el experto francés en leyendas y mitos Claude Lecouteux, pertenece claramente al ámbito de la creencia vampírica. Por tanto, cabe suponer que las creencias que el folclore había supuesto hasta entonces que se limitaban a la región eslava se extendieron en realidad por partes mucho más amplias de Europa.

### Trasfondo
La creencia en los aparecidos se basaba principalmente en el hecho de que, como Demócrito  afirmó haber afirmado ya, el pelo y las uñas de los cadáveres continuaban creciendo durante bastante tiempo (ahora refutado; debido al resecamiento de la piel, las uñas igualmente largas y el pelo/barba parecen como si acabaran de crecer, ya que la piel se encoge  ) y que los cadáveres se hinchaban después de un tiempo debido a la putrefacción bacteriana. Esto puede haber contribuido a la creencia en los vampiros, ya que los cadáveres hinchados parecían «más saludables»  que los enfermos (demacrados). La gente creía entonces que los cadáveres drenaban la fuerza vital de los vivos. El «golpeo de los muertos en sus tumbas» también puede atribuirse a procesos de putrefacción y al movimiento asociado de burbujas de gas en el tracto esofágico-gastrointestinal, lo que en ese momento también se consideró evidencia de una reciente «ingestión de sangre» de «vampiros» .
Jesucristo, deificado en el cristianismo, fue la primera persona de la que se dice que volvió a los vivos en carne y hueso tras su muerte y resurrección, según el Nuevo Testamento.

## Significado figurativo
En periodismo, la palabra también se utiliza de forma  peyorativa como sinónimo de sucesor.

## Literatura
- Augustin Calmet: Tratado erudito sobre el tema de las apariciones de fantasmas y vampiros en Hungría y Moravia. Editado y anotado por Abraham e Irina Silberschmidt. Edición Roter Drache, Rudolstadt 2007, ISBN 978-3-939459-03-3.

- Peter Marion Kreuter: Der Vampirglaube in Südosteuropa: Studien zur Genese, Bedeutung und Funktion; Rumänien und der Balkanraum (= Romanice, Band 9), Weidler, Berlín 2001, ISBN 3-89693-709-X (Disertación Universidad de Bonn 2001, 218 páginas).

- Erwin Rudolf Lange: Sterben und Begräbnis im deutschen und slwischen Volksglauben zwischen Weichsel und Memel. Un estudio religioso y folclórico. Jena 1953 (Disertación Universidad de Jena, Facultad de Teología, 13 de marzo de 1953, 206 páginas),

También como: Sterben und Begräbnis im Volksglauben zwischen Weichsel und Memel = Göttinger Arbeitskreis. Publicación n.º 140, Plantilla:ZDB = Jahrbuch der Albertus-Universität zu Königsberg, Preußen. Holzner, Würzburg 1955 (numerosas informaciones sobre las creencias de los retornados en el este del Imperio alemán).
- Claude Lecouteux: Geschichte der Gespenster und Wiedergänger im Mittelalter. Böhlau, Köln u. a. 1987, ISBN 3-412-02587-9.
- Angelika Franz, Daniel Nösler: Geköpft und gepfählt. Archäologen auf der Jagd nach den Untoten. Theiss, Darmstadt 2016, ISBN 978-3-8062-3380-3.
- Michael Ranft: Tractat von dem Kauen und Schmatzen der Todten in Gräbern. Worin die wahre Beschaffenheit derer Hungarischen Vampyrs und Blut-Sauger gezeigt, Auch alle von dieser Materie bißher zum Vorschein gekommene Schrifften recensiret werden. Teubner, Leipzig 1734 (Nachdruck. Ubooks, Diedorf 2006, ISBN 3-86608-015-8), Digitalisat der Originalausgabe.
- Jean-Claude Schmitt: Die Wiederkehr der Toten: Geistergeschichten im Mittelalter. Klett-Cotta Verlag, Stuttgart 1995, ISBN 3-608-91716-0.
- Matthias Schulz: Sumpf der Vampire. Eine in Niedersachsen entdeckte Moorleiche ist über 2600 Jahre alt. Forscher bereiten Hightech-Untersuchungen vor. Hauptfrage: Warum wurden so viele Mumien verstümmelt und angepflockt? In: Der Spiegel. 27. Juni 2005, S. 122ff.
- Thomas Schürmann: Der Nachzehrerglauben in Mitteleuropa (= Schriftenreihe der Kommission für Ostdeutsche Volkskunde in der Deutschen Gesellschaft für Volkskunde e. V. Bd. 51). Elwert, Marburg 1990, ISBN 3-7708-0938-6.
- Abraham Silberschmidt, Irina Silberschmidt: Von den blutsaugenden Toten. Oder philosophische Schriften der Aufklärung zum Vampirismus. Neubearbeitung und Übertragung der Ausgaben von 1732. Hexenmond-Verlag, Nürnberg 2006, ISBN 3-9809645-5-8 (Enthält 1: W. S. G. E.: Curieuse und sehr wunderbare Relation, von denen sich neuer Dingen in Servien erzeigenden Blut-Saugern oder Vampyrs, aus authentischen Nachrichten mitgetheilet, und mit Historischen und Philosophischen Reflexionen begleitet. s. n. n. l., 1732. 2: Christoph Friedrich Demelius: Philosophischer Versuch, ob nicht die merckwürdige Begebenheit derer Blutsauger in Nieder-Ungern, An. 1732. geschehen, aus denen principiis natura […] könne erläutert werden. s. n. n. l., 1732).
- Wolfgang Schwerdt: Vampire, Wiedergänger und Untote. Auf der Spur der lebenden Toten (= Kleine Kulturgeschichten). Vergangenheitsverlag, Berlín 2011, ISBN 978-3-940621-39-9.

## Enlaces
- Annett Stülzebach: El fenómeno de los vampiros y los espectros desde una perspectiva folclórica y arqueológica (PDF; 376 kB). En: Concilium medii aevi. Volumen 1, 1998, ISSN 1437-9058, pág. 97–121.
- The Walking Dead: draugr y Aptrgangr en la literatura nórdica antigua .